# Den enfaldige mördaren
Den Enfaldige Mördaren (En España: El asesino cándido; en Hispanoamérica: El tonto asesino) es una película sueca de 1982 dirigida por Hans Alfredson y protagonizada por Stellan Skarsgård. La película está basada en una historia corta de la novela "En Ond man" del mismo Alfredson.

## Argumento
La película narra la historia de Sven (Stellan Skarsgård), un hombre con labio leporino con dificultades para hablar y tomado por tonto por quienes lo conocen, y las acciones que le llevan a enfrentarse a Höglund (Hans Alfredson), quien se ha hecho cargo de Sven desde la muerte de su madre, maltratándolo durante un largo período de tiempo. La historia es narrada en un granero por Sven a Anna (Maria Johansson), quien es hija de la primera persona que da empleo y paga al protagonista y le trata como a un adulto. En el filme aparecen tres ángeles que en distintas situaciones dan indicaciones a las acciones de Sven acompañados musicalmente por el Réquiem de Verdi.

## Crítica
La película fue muy aclamada en Suecia, donde ganó tres premios Guldbaggen (máximo galardón del cine sueco), incluyendo mejor película, director y actor. Stellan Skarsgård también ganó como actor el Oso de Plata del Festival de Berlín por su papel como Sven.
- Datos: Q4973909